# Croton shreveanus
Espèce
Croton shreveanus est une espèce de plantes à fleurs du genre Croton et de la famille des Euphorbiaceae, présente au Mexique (Sinaloa).